# Sean Farrell
Sean Farrell (Harare, 3 mei 1974) is een Zimbabwaanse golfprofessional die actief was op de Sunshine Tour.

## Prestaties

### Professional
Sunshine Tour
| Nr. | Datum         | Toernooi          | Score        | Score | Info  |
| --- | ------------- | ----------------- | ------------ | ----- | ----- |
| 1   | 18 maart 2001 | Cock of the North | 71+72+66=209 | –10   | [ 1 ] |